# Palestinská libra
Palestinská libra (hebrejsky: פונט פלשתינאי, funt palestina'i, či לירה ארץ ישראלית, lira erec-jisra'elit, arabsky: جنيه فلسطيني, junyah filastini) byla od roku 1927 do 14. května 1948 měnou Britského mandátu Palestina. Dále byla mezi 15. květnem 1948 a srpnem 1948 měnou v Izraeli, než ji nahradila izraelská lira. Do roku 1949 byla rovněž měnou emirátu Transjordánsko a do roku 1950 měnou na Západním břehu Jordánu (v té době spadal pod Jordánsko).
1 libra se dělila na 1000 milů.